# Estêvão Cacella
Estêvão Cacella (Avis, 1585 – Shigatse, 6 marzo 1630) è stato un missionario ed esploratore portoghese.

## Biografia

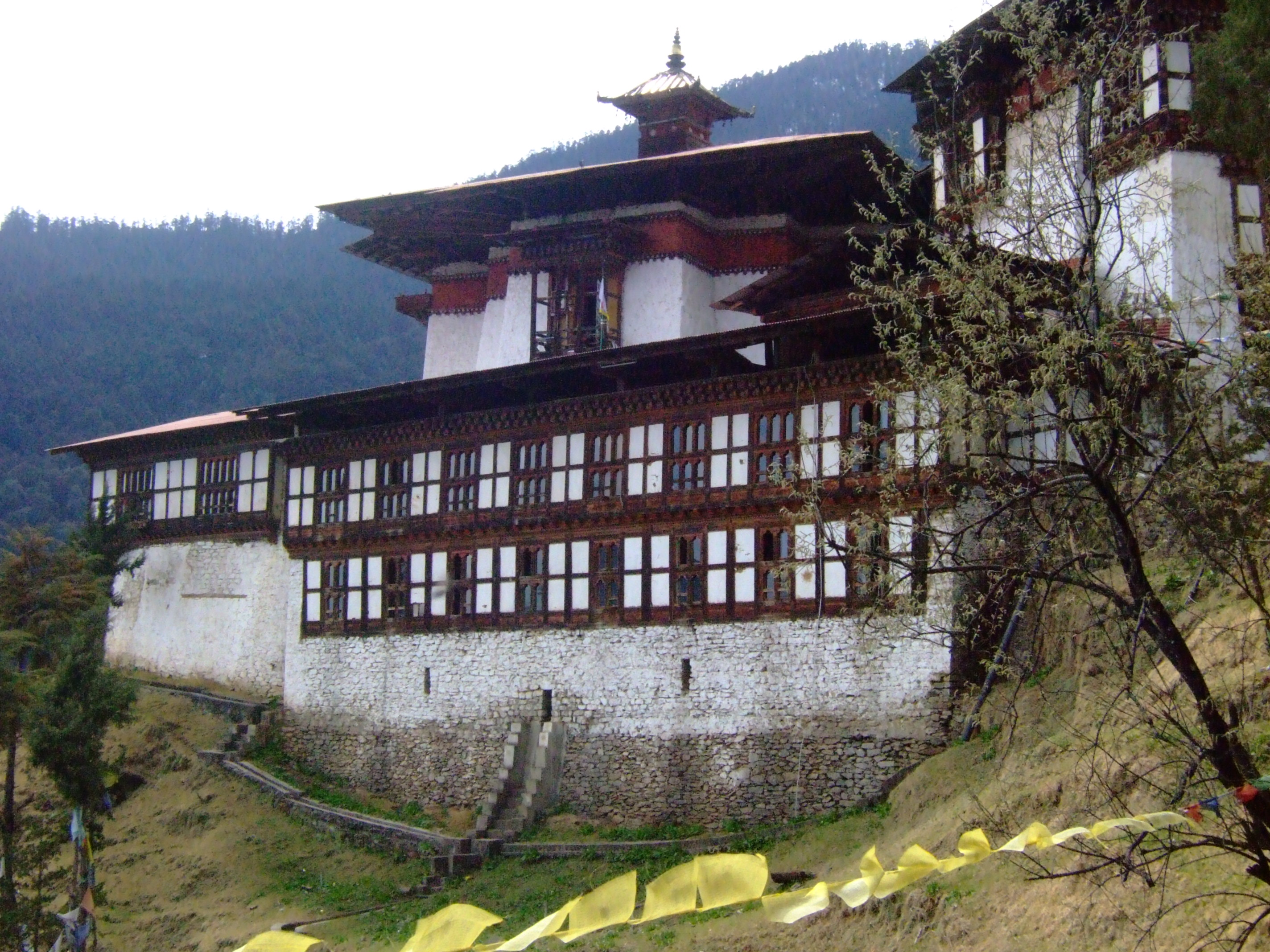
Monastero di Chagri nel Bhutan.

Entrò nella Compagnia di Gesù all'età di 19 anni e nel 1614 partì per l'India, ove lavorò per qualche anno nel Kerala. Nel 1626, insieme al confratello João Cabral, viaggiò da Cochin, nel Kerala, fin nel Bengala, ove i due trascorsero sei mesi a preparare un viaggio attraverso il Bhutan, che li portò poi fino in Tibet, ove fondarono una missione a Shigatse, sul Brahmaputra, residenza del Panchen Lama, e prossima al grande monastero di Tashilhunpo. Cacella giunse a Shigatse nel novembre 1627, seguito a gennaio 1628 da Cabral.
Quando erano in Butan i due gesuiti incontrarono lo Shabdrung Ngawang Namgyal e dopo una permanenza alla sua corte di circa otto mesi, padre Cacella scrisse dal monastero di Chagri una lunga lettera, detta La Relaçao, ai suoi superiori, che si trovavano sulla costa di Malabar, nella quale narrava i progressi compiuti nel viaggio con padre Cabral. 
Sebbene i gesuiti fossero stati ricevuti molto bene a Shigatse, la loro permanenza colà, la missione da loro fondata durò solo pochi anni. Intanto la cattiva salute di padre Cacella lo portò al decesso sull'altipiano tibetano nel 1630.

## Testimonianze
Padre Cacella fu il primo europeo ed entrare in Bhutan ed a viaggiare in inverno attraverso l'Himalaya. Fu anche Cacella il primo a descrivere alla civiltà europea il mitico territorio di  Shambala (un termine che in sanscrito significa "pace/tranquillità/felicità"). Secondo il Buddhismo tibetano questo è un Paese ideale, sito a nord o ad ovest dei monti dell'Himalaya; nel corso del XX secolo questo mito ha ispirato al romanziere inglese James Hilton la sua opera del 1933  Orizzonte perduto, con la sua Shangri-La.